# Caspar vom Wolde
Caspar vom Wolde († 6. Juli 1605) war herzoglicher Kanzler in Pommern.
Caspar vom Wolde war der Sohn des Hans vom Wolde auf Wusterbarth und der Abigail von Kleist. In der Regierungszeit des Herzogs Johann Friedrich von Pommern-Stettin leitete er das Hofgericht und später als Kanzler die Regierungsgeschäfte des Herzogtums. Als nach Johann Friedrichs Tod der Herzog Bogislaw XIII. die Herrschaft in Stettin übernahm, gab Caspar vom Wolde das Kanzleramt ab und wurde Hauptmann im Amt Kolbatz.
Er war verheiratet mit Barbara von Versen aus dem Hause Tietzow und hatte mit ihr die Tochter Erdmuth Maria.